# Cozumel International Airport
Cozumel International Airport är en flygplats i Mexiko.   Den ligger i kommunen Cozumel och delstaten Quintana Roo, i den östra delen av landet, 1 300 km öster om huvudstaden Mexico City. Cozumel International Airport ligger 4 meter över havet. Den ligger på ön Isla Cozumel.
Terrängen runt Cozumel International Airport är mycket platt. Havet är nära Cozumel International Airport åt nordväst. Runt Cozumel International Airport är det ganska tätbefolkat, med 139 invånare per kvadratkilometer. Närmaste större samhälle är San Miguel de Cozumel, 2,2 km sydväst om Cozumel International Airport. I omgivningarna runt Cozumel International Airport växer i huvudsak städsegrön lövskog.